# Академическое движение сопротивления (Щецин)
Академическое движение сопротивления (пол. Akademicki Ruch Oporu, ARO) — польская нелегальная молодёжная организация в Щецине периода военного положения в ПНР. Состояло в основном из студентов. Активисты поддерживали подпольную Солидарность, вели антикоммунистическую агитацию, издавали и распространяли бюллетень, участвовали в уличных протестах 3 мая 1982. Организация была выявлена органами госбезопасности, лидеры интернированы. Впоследствии члены ARO участвовали в оппозиционном движении WiP.

## Создание и деятельность
19 сентября 1980 молодые сторонники профсоюза Солидарность учредили Независимый союз студентов (NZS). Эта организация отличалась особым антикоммунистическим радикализмом, резко выступала против правления ПОРП, сотрудничала с Конфедерацией независимой Польши. При военном положении NZS был запрещён. Но в разных городах ПНР стали возникать подпольные студенческие группы.
В Щецине оппозиционно настроенные студенты создали Академическое движение сопротивления (ARO) уже в феврале 1982, через два месяца после введения военного положения. Инициатором выступил бывший студент физфака Вроцлавского университета и матфака Щецинского педагогического университета Марек Адамкевич, один из учредителей и редактор изданий щецинского NZS. Всего в ARO состояли примерно 12 юношей и девушек.
Главной деятельностью ARO являлось издание и распространение нелегального бюллетеня ARO. Serwis Informacyjny Akademickiego Ruchu Oporu. Здесь давались обзоры ситуации в Польше и Щецине, сообщалось об актах сопротивления военно-партийному режиму, о положении в щецинских вузах. Публиковались призывы к борьбе и обличительно-саркастичные обращения к сторонникам властей. Всего было выпущено двенадцать номеров тиражом в несколько сотен экземпляров каждый. Полиграфический процесс и оперативное распространение курировал Войцех Тадаевский, связанный с радикальным Щецинским профцентром «Солидарности».

## В майских протестах
Организации, называемые ARO, существовали не только в Щецине, но также в Белостоке, Познани, Жешуве, Вроцлаве. Особенностью щецинской ARO стала причастность к событиям 1 и 3 мая 1982.
В эти дни в ряде польских городов произошли массовые выступления сторонников подпольной «Солидарности». Особую остроту события приобрели в Щецине. 3 мая Протестующие вступили в ожесточённые уличные столкновения с ЗОМО, сожгли милицейскую гостиницу, едва не линчевали нескольких сотрудников Службы госбезопасности (СБ). Участники спонтанного «Ополчения Солидарности» устраивали засады на ЗОМО, забрасывали камнями, обстреливали из рогаток. Марек Адамкевич характеризовал щецинские события 3-5 мая как подобие городской герильи.
Практически все «ополченцы-солидаристы» были молодыми людьми, многие студентами и старшими школьниками. Некоторые из них реально связаны с ARO. После этого ARO в глазах щецинской комендатуры милиции и управления госбезопасности ARO превратилась, наравне с «Солидарностью», в организующую структуру крупных массовых беспорядков.

## Ликвидация и продолжение
Уже 8 мая были задержаны Марек Адамкевич и Роберт Гурский, в течение полугода — Зофия Халич, Малгожата Нарожная, Чеслав Весоловский, Малгожата Крогульская, Ханна Павловская, последним — умело скрывавшийся Войцех Тадаевский. В документах СБ Адамкевич характеризовался как «духовный лидер группы», Весоловский — как «самый враждебный из участников», Тадаевский — как «высокомерный экстремист, представляющий наибольшую опасность для государства, но умеющий притворяться наивным и невинным».
Важную роль в ликвидации ARO сыграла вербовка СБ студентки Ханны Павловской. Впоследствии стало известно, что завербовать Павловскую удалось методами шантажа и психологического давления. От неё удалось получить много значимой информации. Обманный ход с интернированием Павловской позволял её сохранять доверие. Всего же против немногочисленной молодёжной группы применено около тридцати различных оперативных мероприятий, восемнадцать обысков, восемь засад, восемнадцать задержаний, двадцать восемь допросов, тридцать шесть профилактирований, задействованы одиннадцать сексотов-осведомителей. Шесть активистов, в том числе Адамкевич, Тадаевский и Весоловский, были интернированы.
С середины 1980-х активисты ARO участвовали в оппозиционной организации Движение «Свобода и мир» (WiP). В Третьей Речи Посполитой ветераны ARO и WiP, в том числе Адамкевич и Тадаевский, отмечены государственными наградами.